# Ava (Missouri)
Ava – miasto w Stanach Zjednoczonych, w południowej części stanu Missouri, siedziba administracyjna hrabstwa Douglas. Liczba mieszkańców w 2000 roku wynosiła 3038.

## Klimat
Miasto leży w strefie klimatu subtropikalnego, umiarkowanego, łagodnego bez pory suchej i z gorącym latem, należącego według klasyfikacji Köppena do strefy Cfa. Średnia temperatura roczna wynosi 13,2°C, a opady 1059,2 mm (w tym do 19,8 cm opadów śniegu). Średnia temperatura najcieplejszego miesiąca - lipca wynosi 24,8°C, natomiast najzimniejszego 0,6°C. Najniższa zanotowana temperatura wyniosła -36,1°C a najwyższa 45,0°C. Miesiącem o najwyższych opadach jest maj o średnich opadach wynoszących 142,2 mm, natomiast najniższe opady są w styczniu i wynoszą średnio 50,8.